# V"jačeslav Derkač
V"jačeslav Vasyl'ovyč Derkač (in ucraino В'ячеслав Васильович Деркач?; Pryluky, 23 giugno 1976) è un ex biatleta ucraino.

## Biografia
In Coppa del Mondo ottenne il primo risultato di rilievo l'8 dicembre 1994 a Bad Gastein (94°) e il primo podio il 10 dicembre 1999 a Pokljuka (3°).
In carriera prese parte a quattro edizioni dei Giochi olimpici invernali, Nagano 1998 (50° nell'individuale, 18° nella staffetta), Salt Lake City 2002 (36° nella sprint, 40° nell'inseguimento, 23° nell'individuale, 7° nella staffetta), Torino 2006 (72° nella sprint) e Vancouver 2010 (77° nella sprint, 8° nella staffetta), e a nove dei Campionati mondiali (5° nella staffetta a Pyeongchang 2009 il miglior risultato).

## Palmarès

### Coppa del Mondo
- Miglior piazzamento in classifica generale: 22º nel 2001
- 4 podi (2 individuali, 2 a squadre[1]):
  - 1 secondo posto ( a squadre)
  - 3 terzi posti (2 individuali, 1 a squadre)